# Gare d'Aquincum (MÁV)
Ne doit pas être confondu avec Gare d'Aquincum (HÉV).

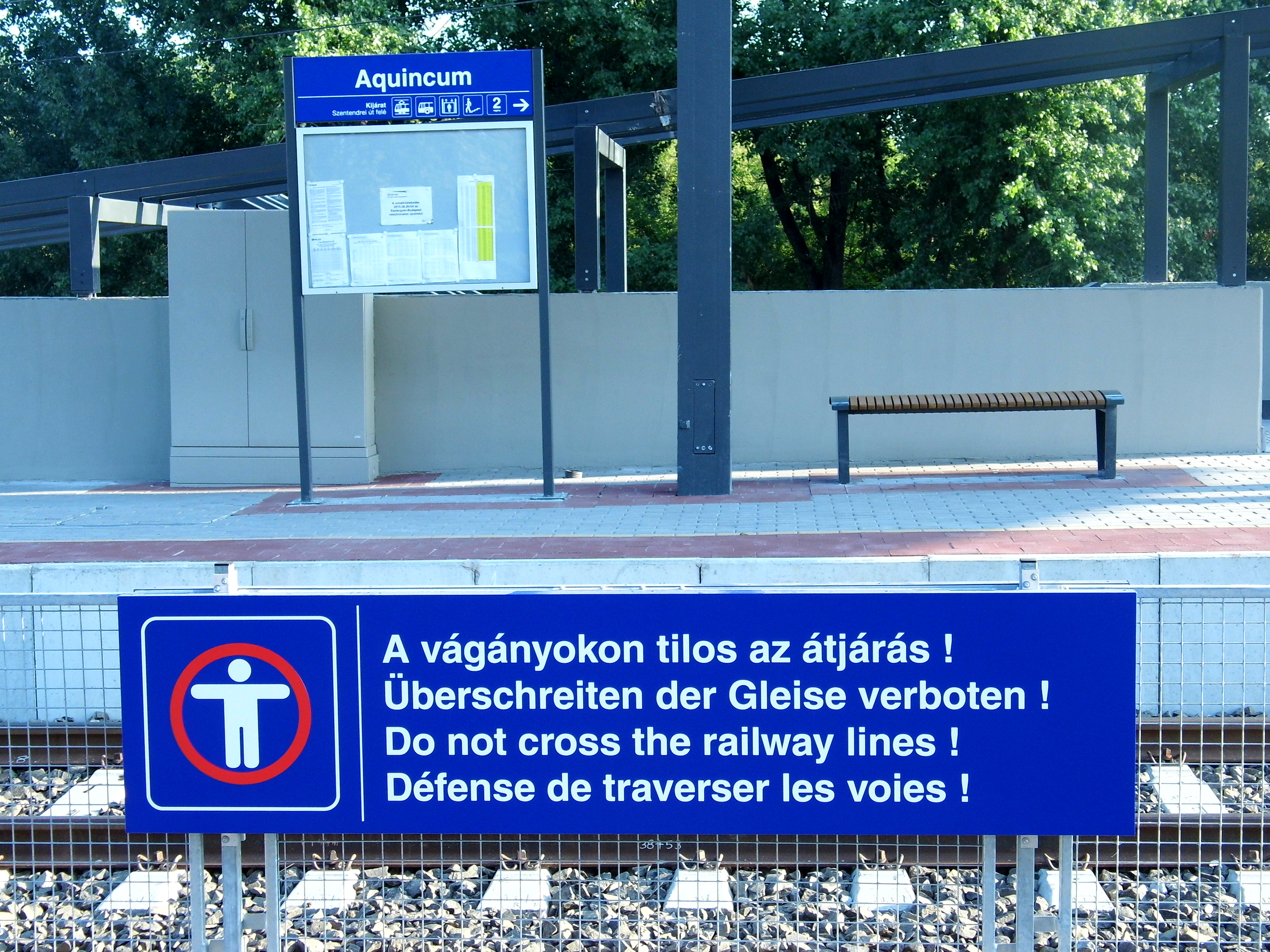

La gare d'Aquincum (hongrois : Aquincum vasútállomás, prononcé [ˈɒkviŋkum ˈvɒʃuːtaːllomaːʃ]) est une gare ferroviaire secondaire de Budapest.

## Histoire
Elle s'appelait anciennement Aquincum felső